# Trichostomum connivens
Trichostomum connivens là một loài Rêu trong họ Pottiaceae. Loài này được (Lindb. ex Broth.) Paris miêu tả khoa học đầu tiên năm 1898.